# Paraplagusia guttata
Paraplagusia guttata és un peix teleosti de la família dels cinoglòssids i de l'ordre dels pleuronectiformes que es troba des de les costes de la Xina fins a les d'Austràlia.